# Медаль Алвара Аалто
Медаль Алвара Аалто (фін. Alvar Aalto -mitali) — нагорода в галузі архітектури, яка вручається кожні 3 роки (або приблизно); заснована у 1967 році. Вручається за значний внесок у сучасну архітектуру Міністерством освіти, Фінською асоціацією архітекторів (SAFA), Музеєм фінської архітектури (MFA), Фінським архітектурним товариством і Фондом Алваро Аалто. Установи мають свої кандидатури в медальному журі, яке також включає в себе двох не фінських членів. Дизайн медалі розробив фінський архітектор Алвар Аалто (1898—1976). 
Медалісти
- 1967  Алвар Аалто
- 1973  Гакон Альберг
- 1978  Джеймс Стірлінг
- 1982  Йорн Утзон
- 1985  Тадао Андо
- 1988  Алвару Сіза
- 1992  Гленн Меркатт
- 1998  Стівен Голл
- 2003  Рогеліо Сальмона
- 2009  Tegnestuen Vandkunsten
- 2012  Паулу Давід
- 2015  Фуенсанта Ньєто і Енріке Собехано (Nieto Sobejano Arquitectos)